# Soften The Glare
I Soften The Glare sono un gruppo fusion strumentale americano composto da Ryan Martinie (basso), Bon Lozaga (chitarra) e Mitch Hull (batteria).
Nel 2017 esce il loro primo album intitolato Making Faces.